# 圖邁瓦拉卡區
圖邁瓦拉卡區（西班牙語：Distrito de Tumay Huaraca），是秘魯的一個區，位於該國南部阿普里馬克大區的安達韋拉斯省，始建於1964年12月29日，面積446.7平方公里，海拔高度3,369米，2005年人口1,907，人口密度每平方公里4.3人。